# 产褥热的病原、症状与预防
《产褥热的病原、症状与预防》（德語：Die Ätiologie, der Begriff und die Prophylaxe des Kindbettfiebers）是一本由伊格納茲·塞麥爾維斯写于1861年的524页的书籍。在这本书中，塞麦尔维斯以1847年对维也纳医院的研究开始论述，解决了大量产科学上有关产褥热的问题，并降低了产褥热的死亡率。但是在19世纪这本书并不被医学界主流所认可。